# 夕張観光開発
夕張観光開発株式会社（ゆうばりかんこうかいはつ）とは、北海道夕張市に本社を持つ第三セクターの観光会社。過去に夕張市が誘致した後、経営が行き詰まったホテル、スキー場を引き取り、引き続き営業を行うなど、市の観光施策を色濃く反映した経営を行ってきたことが特徴。
遊園地等を経営していた第三セクターの株式会社石炭の歴史村観光（2006年に破産）と混同されやすいが別会社である。2007年4月同社と同じく自己破産した。

## 歴史
- 1990年（平成2年）- 夕張炭鉱（三菱南大夕張炭鉱）が事実上閉山。夕張市の観光振興への指向が強まる
- 1994年（平成6年）- 観光業振興を目的に、夕張観光開発が設立される
- 1996年（平成8年）- 経営が悪化した「ゆうばりホテルシューパロ」を約21億円で買収
- 2002年（平成14年）- 経営が悪化した「マウントレースイ・スキー場及びホテル」を26億円で買収
- 2006年（平成18年）- 夕張市の財政破綻が表面化。11月には株式会社石炭の歴史村観光の破産に伴い、同社の解雇者を受け入れた。
- 2007年（平成19年）- スキー場、ホテル等が加森観光に委託となり、経営資源を失い自己破産した。負債総額は54億6000万円[1]。

## 経営問題
- スキー場、ホテル経営を併せて、1億円以上の黒字を計上する年もあるが、多額の買収費用などで生じた借入金が17億円以上に達する。
- 夕張市の財政再建団体入りが、観光への大きなマイナス要素となっているほか、冬季の収入源であった「ゆうばり国際ファンタスティック映画祭」が廃止されるなど、経営は外的要因に大きく左右されている。